# Mariage sunnite
Le mariage sunnite a une réglementation plutôt rigoureuse, le présent article étudie de façon exhaustive ces règles. Les quatre écoles sunnites sont très proches, mais il existe des divergences de point de vue dans les détails (furû3).

## Le rite malékite
Selon les malékites, le mariage compte 5 conditions :
1. Le tuteur doit être présent lors de l'acte de mariage.
2. La valeur de la dot peut être discutée a posteriori.
3. La demande du futur époux.
4. L'épouse doit être consentante. Ces derniers doivent légalement être disponibles pour le mariage.
5. as-Sîgha : la demande en mariage et l'acceptation de la mariée. La demande doit être claire et ne pas contenir de délai pour l'accord.

### Les règles malékites
Les règles du sigha ;
1- as-Sigha, il ne faut pas séparer les étapes, l'acte doit se faire en une seule réunion.
2- as-Sigha ne doit pas être déterminée dans le temps, un contrat pour une période plus ou moins courte ou longue est illicite. Le divorce est légal.
3- Les intéressés doivent être consentants, il ne faut pas de circonstances contrevenant au mariage.
Les règles du tuteur ;
- Être mâle.
- Être libre, non esclave.
- Être doué de raison.
- Être pubère.
- Ne pas être en état d'ihram.
- Être de la foi des mariés.
- Ne pas être de peu de foi.

4- La dot ne peut être une chose interdite en islam, comme des alcools, du porc, des cadavres, un chien etc. Un mariage contracté avec une dot de ce genre est nul.
Les règles des témoins ;
5- Les témoins doivent être réunis et présents lors du mariage. Il faut selon le rite malékite deux témoins pour la femme et deux témoins pour l'homme.

## Le rite chaféite
Selon le rite chaféite le mariage compte 5 conditions ;
1. L'époux.
2. L'épouse.
3. Le tuteur.
4. Deux témoins.
5. as-Sîgha : la demande en mariage et l'acceptation. La demande doit être claire et ne pas contenir de délai pour l'accord.

### Les règles chaféites
Selon les chaféites, il y a quatre groupes de règles au mariage. Liés à as-Sigha, au tuteur, aux époux et aux témoins. 23 règles pour as-Sigha. Dont l'interdiction formelle de la détermination d'une durée pour l'acte de mariage.
Le tuteur doit remplir certains critères :
- Être libre lors de son choix de marier son enfant. Autrement le mariage est nul.
- Être un homme. Une femme ne peut marier une femme.
- Doit être parent de la mariée.
- Doit être majeur, un enfant ne peut marier une femme.
- Être doué de raison, un débile ne peut fixer un mariage.
- Être juste, autrement le mariage est nul.
- Ne pas être sous la pression.
- Ne pas avoir la raison perturbée pendant l'acte de mariage.
- Être de la religion des mariés.
- Ne pas être un esclave.

Les conditions à remplir par le mari :
- Ne pas être trop proche de la mariée.
- Il doit être consentant.
- Il doit être connu.
- Il doit savoir si la femme lui est permise en tant qu'épouse.

Les conditions à remplir par l'épouse :
- Ne pas être trop proche de l'homme.
- Être déterminée et bien connue.
- Il ne doit pas y avoir une raison pour rompre l'acte de mariage.

Concernant les témoins :  ils ne doivent pas être des esclaves, des femmes, des gens de peu de foi, deux sourds, deux aveugles ou deux hermaphrodites.
 Les conditions à remplir par le tuteur :
- Être un mâle.
- Être doué de raison, être abasourdi ne nuit pas au rôle de tuteur.
- Être pubère, pas un enfant.
- Être libre, un esclave ne peut marier une femme.
- Être de la religion des mariés.
- Être responsable, savoir si le couple est bien approprié pour contracter un mariage.
- Un esclave peut servir de témoin s'il est doué de raison, un sourd ne peut servir de témoin.
- Il ne faut pas qu'une raison contrevienne au contrat de mariage.

## Le rite hanafite
Selon les hanafites il y a deux groupes de règles au mariage ;
1-as-Sigha : la demande doit se faire par la partie du futur époux, en présence des tuteurs. La formulation doit être claire (une très grande partie de la réglementation du mariage hanafite tient sur les formulations de mariage). Le mariage ne doit pas être contracté pour une période déterminée. Mais, selon le rite hanafite, si l'homme a donné de l'argent à la femme en contrepartie de l'acte charnel avant l'acte, il ne faut pas considérer cela comme un adultère et punir autrement que pour l'adultère ou la fornication. Le futur époux et la future épouse doivent désirer le mariage. Il existe également dans le rite hanafite le moyen de déléguer la tâche de tuteur à un responsable en l'absence des tuteurs légaux.
2-Les deux témoins doivent présenter différentes qualités :
- Être doués de raison.
- Être majeur (pubère).
- Être libre non esclave. Un débile, un enfant ou un esclave ne peut servir de témoin pour un mariage.
- Être musulman. Sauf si l'épouse est non musulmane (chrétienne ou juive).
- Deux aveugles, un repenti qui a subi une peine de correction ou deux personnes de peu de foi peuvent servir de témoins.

## Le ritehanbalite
Le rite hanbalite a les mêmes critères que le rite chaféite en matière de mariage.

## Musique
Les règles concernant la musique en Islam sont d'application lors du mariage sunnite, à l'exception de la recommandation aux petites filles d'utiliser un tambour et de chanter lors des mariages et lors des deux fêtes religieuses (Aïd al-Adha et Aïd el-Fitr), même si cela est entendu par les femmes et les hommes, à condition que les paroles ne contiennent aucun interdit religieux.